# Wäscheblau

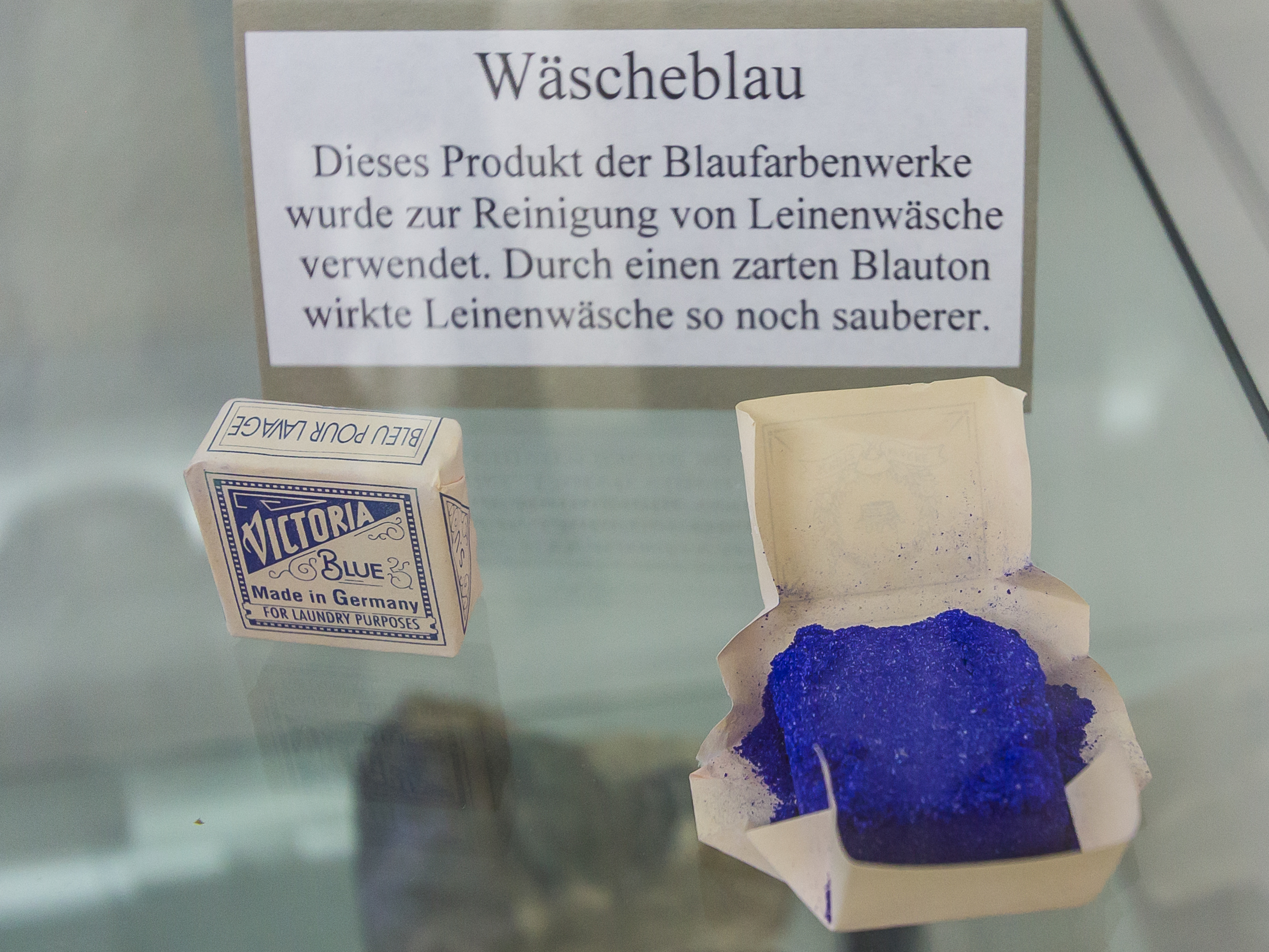
Wäscheblau „Victoria“

Wäscheblau (auch Waschblau, Neublau) sind Färbemittel zum Kompensieren von Vergilben aus unterschiedlichen Ursachen hauptsächlich für weiße Textilien. Sie sind Vorgänger der optischen Aufheller.

## Geschichte
Seit dem 18./19. Jahrhundert bis in die 1950er Jahre wurde beim Waschen sogenanntes Waschblau in Form von Tabletten, Pulver, Papierstreifen oder Paste (5–10 g auf 5 kg Wäsche) in das Wasser des letzten Spülgangs gegeben.
Wäscheblau wurde seit seiner industriellen Herstellung um das Jahr 1840 in großen Mengen zur Wäschepflege genutzt. In der Zeit von 1911 bis ca. 1930 wurde empfohlen, zur Desinfektion 2 % Phenol zuzusetzen. In modernen Waschmitteln sind optische Aufheller für den Weißgrad der Wäsche zugesetzt. Da diese den fehlenden blauen Lichtanteil durch Fluoreszenz ersetzen, ist ihre Wirkung naturgemäß wesentlich effektiver.

## Chemie
Die Tabletten und Pulver bestanden im Wesentlichen aus gepresstem Stärkemehl, das mit dem mineralischen Pigment Ultramarin, seltener auch Indigocarmin, mit anderen blauen Teerfarbstoffen oder mit Berliner Blau gemischt war. Diese Farbstoffe sind gut wasserlöslich, im Falle der Pigmente mussten sie feinteilig sein und sind so gut dispergierbar, und können gut ausgewaschen werden. Zu hohe Konzentrationen führen zu einer blauen Verfärbung, die mit Zitronensäure jedoch wieder beseitigt wurde. Der Vorteil dieser Farbmittel ist es, dass sie Stofffasern nicht angreifen.
Kalkseife ist ein Umsetzungsprodukt von Natrium- und Kaliumseifen im Waschmittel mit der Calciumhärte des Wassers. Sie hat einen schmutzigen gelben bis braunen Farbton. Der sog. Gilb sind abgebaute Faserbestandteile oder zersetzte Faserhilfsmittel, die vorwiegend im kurzwelligen Bereich bis ins Ultraviolette hinein ein sehr breites, unspezifisches Absorptionsmaximum haben.

## Physik
Die Anlagerung von verschiedenen Stoffen organischen und anorganischen Ursprungs, jedoch auch Veränderungen im Textilmaterial selbst, verursachen zumeist eine dem menschlichen Auge – je nach Intensität – als leicht gelblich bis bräunlich erscheinende Verfärbung.
Als Ursache kommen in Frage: Ablagerungen von Kalkseife, Rost aus Wasser, Gestein, eisernem Zubehör, Huminstoffen aus Erde, Substanzen aus Nahrungsmitteln, Pflanzen, Tieren, oder auch vom Menschen selbst; Zersetzung der Faser selbst durch Oxidation, Überhitzung beim Bügeln.
Tritt eine Verfärbung nicht in Form von Flecken, sondern eher großflächig auf, wird sie als Vergilben bezeichnet. Ursache für das Erscheinen eines Gelb-Tons ist die Absorption kurzwelliger (= blauer) Anteile des Spektrums weißen Lichts, wodurch dieses mit geringerer Intensität reflektiert wird.
Die „blauen“ Farbstoffe des Wäscheblau absorbieren hingegen Licht im mittleren und langwelligen Bereich des Spektrums, also Rot und Gelb.
Gelblich verfärbte (weiße) Wäsche kann so mit einer passenden Dosis Wäscheblau – der Komplementärfarbe – wieder auf Weiß getrimmt werden (siehe dazu auch Weißabgleich). Aus gemeinsamer Sicht der drei farbempfindlichen Rezeptorsorten im menschlichen Auge ist das von der Wäsche reflektierte Licht als additive Farbmischung wieder weiß.
Von der Wäsche werden nun in allen drei Spektralbereichen im Mittel gleich große Anteile absorbiert und weniger reflektiert. Die Färbung ist neutral, die Helligkeit hat jedoch weiter abgenommen. Helligkeit kann vom Sehsinn nur sehr ungenau absolut wahrgenommen werden, im Vergleich zweier direkt nebeneinander liegenden Wäscheproben würde die helle als weiß und die blau eingefärbte vergilbte als dunkler, also grau, empfunden. Tritt ein noch helleres Muster hinzu, erscheinen die zwei ursprünglichen Stoffmuster als helleres und etwas dunkleres Grau.

### Wirkung
Weiß wird als Körperfarbe wahrgenommen, wenn der Farbreiz auf alle drei Zapfen im Auge gleichmäßig wirkt. Geringere Intensität, also ein dunkles, mithin graues Weiß wird subjektiv als reiner und sauberer angesehen als ein Farbstich ins Gelbe.
Gelbe Abbauprodukte aus dem Herstellungsprozess oder bei der Alterung absorbieren im Blau. Solche Störstoffe entstehen bei Baumwolle durch Faserbegleitstoffe oder durch Alterung. Bei der Leinengewinnung stört der Faserleim vom Flachs. Durch Kalkseife vergilbt die Wäsche. Bei der Papierherstellung ist die Weiße durch die Ligninanteile oder durch das Vergilben beim Liegen am Licht gestört. Der „Gilb“ ist ein Farbstich ins Gelb oder Braun. Dies bedeutet einen „Überschuss“ an Intensität am langwelligen Ende. Zum anderen fehlt Intensität im blauen Spektralbereich (am kurzwelligen Ende).
Der einfache Trick des Wäscheblaus besteht darin, einen blauen Farbstoff zuzusetzen, der den störenden Gelbstich kompensiert. Auf diese Weise werden alle Wellenlängen des Lichts wieder gleichmäßig reflektiert, sodass der Farbeindruck Weiß entsteht. Allerdings wird durch Kalkablagerungen auf der Wäsche  und nicht abgelösten Schmutz  die Intensität des reflektierten Lichts geringer, was dann als Vergrauen wahrgenommen werden kann.

## Rezepturen

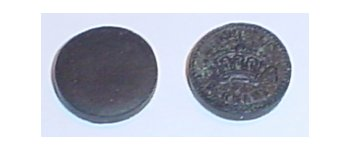
Musterstück von 1950, Hersteller unbekannt, 17 mm Durchmesser, 3 mm Dicke, 1,5 g Gewicht, Farbe schwarzblau.

In den Niederlanden wurde früher Lackmus als Wäscheblau eingesetzt.
Auszüge aus Herstellungsanleitungen für Drogisten:
Waschblaupapier
W. Stein, Polyt. Zentralblatt. 1868, S. 190.
Bestreichen von Papierstreifen mit Indigocarmin oder Ultramarin in einer Lösung von 1 Teil Carrageen und 40 Teilen Wasser als Bindemittel.
Waschblaukugeln
Zeitschrift Farbe und Lack. 1912, S. 378.
100 kg Ultramarin mit einer Lösung aus 6 kg Gummi arabicum, 6 kg Traubenzucker, 7 kg Dextrin und 20 kg Kartoffelstärke verreiben, bis man eine kittartige Masse bekommt, die in Kugeln oder Stäben geformt in den Trockenschrank kommt und soweit getrocknet wird, dass die Stücke beim Aneinanderschlagen klingen.
Waschblautabletten, schäumend
D.R.P. 12 810 & F.P. 457 884
Man presst ein Gemenge von Ultramarin mit Natriumcarbonat und Weinsteinsäure unter Zusatz von Talkum in Formen. „Anm. Auflösung mit dem Mechanismus von Brausetabletten.“